# Ifanadiana (Distrikt)

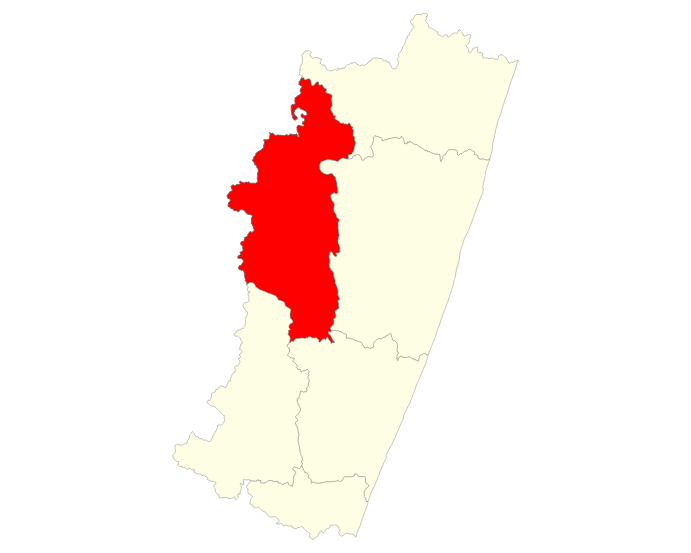
Der Distrikt Ifanadiana (rot) in der Region Vatovavy-Fitovinany

Ifanadiana ist ein Distrikt in der Region Vatovavy-Fitovinany in Madagaskar. Der Hauptort ist Ifanadiana. Ein Teil des zum UNESCO-Weltnaturerbe gehörenden Ranomafana-Nationalparks erstreckt sich bis in dieses Distrikt.

## Geografie
Ifanadiana ist einer von sechs Distrikten in der Region Vatovavy-Fitovinany im Osten Madagaskars. 2001 lebten in Ifanadiana auf einer Fläche von 3.958 km² 136.899 Menschen.
Dem Distrikt sind 13 Gemeinden untergeordnet:
- Ambohimanga Süd
- Ambohimiera
- Analampasina
- Androrangavola
- Antaretra
- Antsindra
- Fasintsara
- Ifanadiana
- Kelilalina
- Maroharatra
- Marotoko
- Ranomafana
- Tsaratanana